# 下北半島

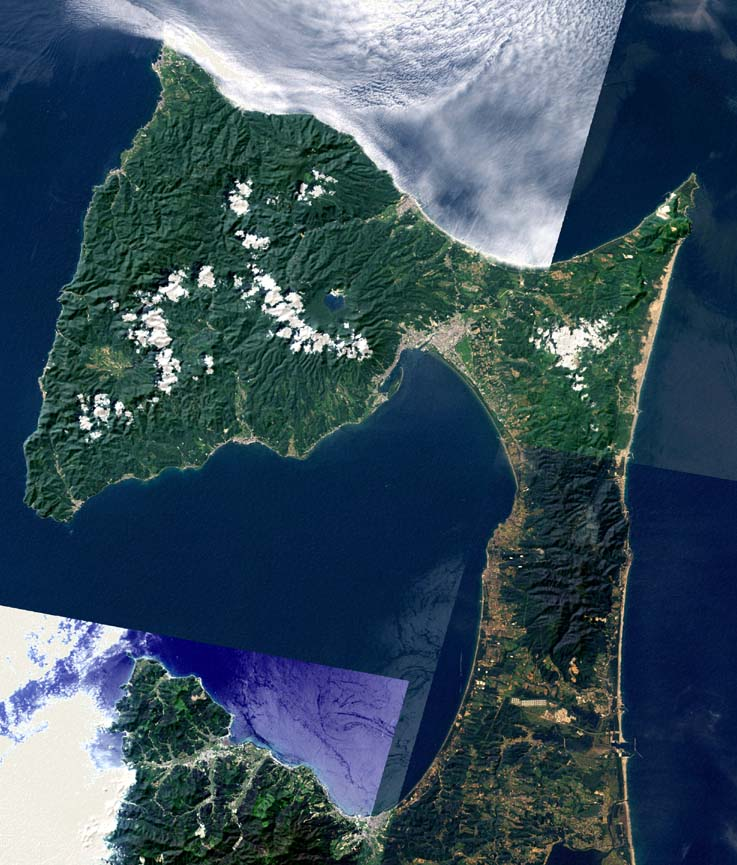
下北半島の衛星画像

下北半島（しもきたはんとう）は、青森県北東部に位置する本州の最北端部の半島。半島全体が下北半島国定公園に指定されており、日本三大霊場に数えられる恐山などがある。
旧斗南藩にちなみ、「斗南半島」とも呼ばれる。また、形状が「鉞（まさかり）」に似ていることから「まさかり半島」の別名もある。

## 地理

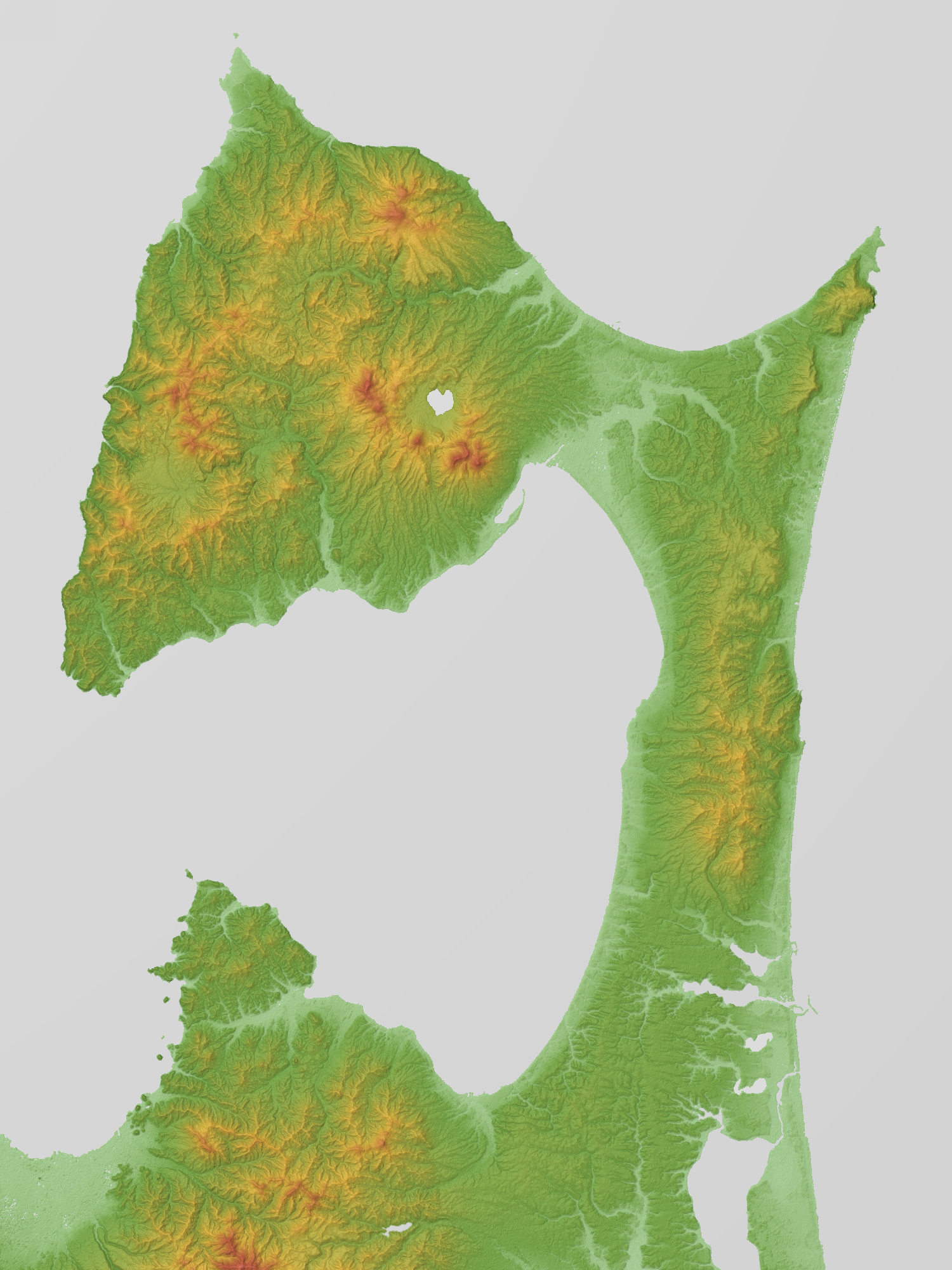
下北半島の地形図

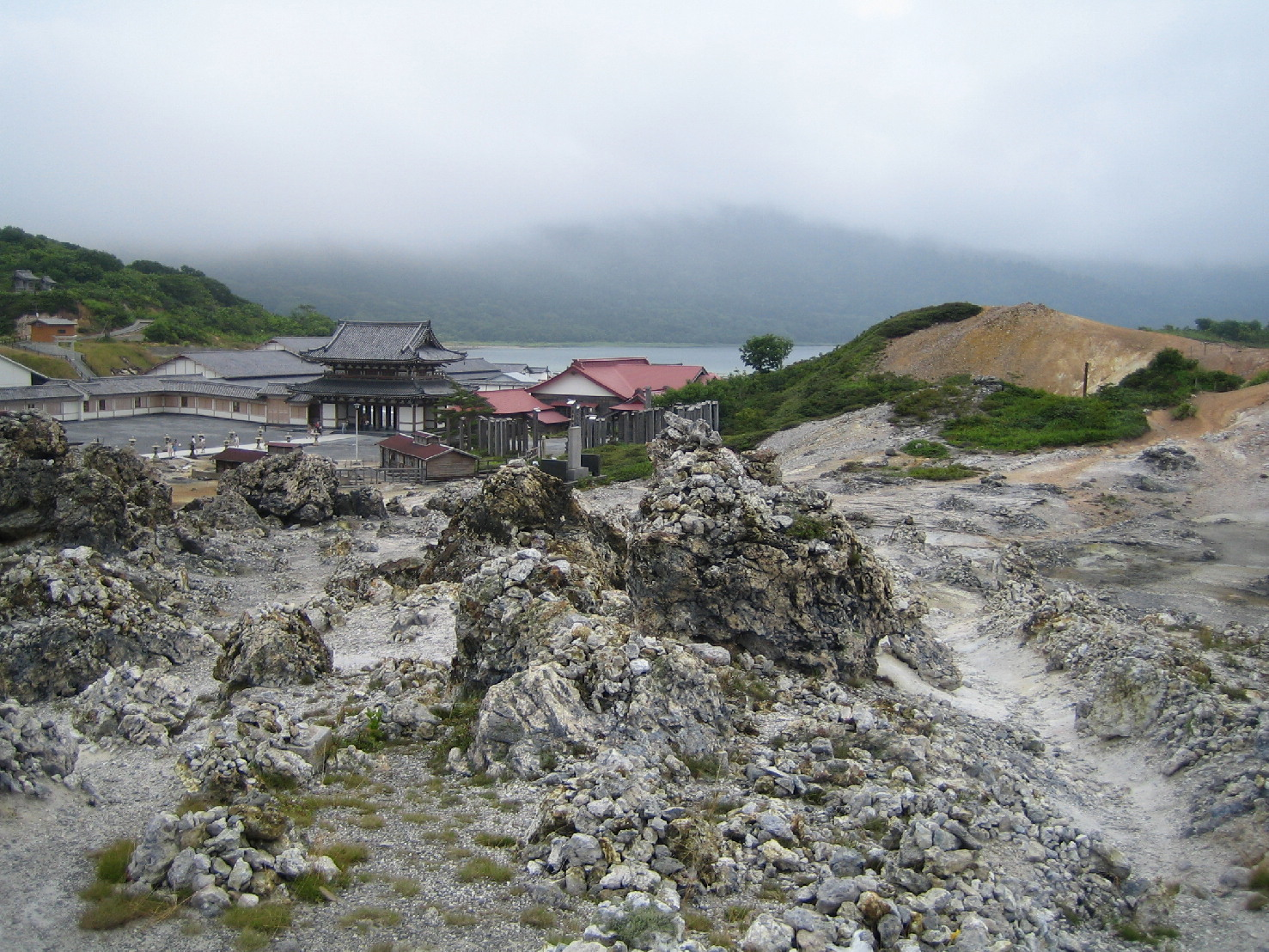
恐山

下北半島は本州の最北端部であり、青森県北東部に当たる。野辺地町付近から下北丘陵が北へ向かって直線的に突き出している。その北部からは西に向かって大きな三角形の半島がさらに突き出しており、陸奥湾の東側半分（野辺地湾と大湊湾）を抱き込むような形をしている。西に位置する津軽半島との間には平舘海峡がある。下北半島の北東端は下北丘陵の終端部に当たる尻屋崎、北西端は本州最北端の大間崎である。北側では、津軽海峡を挟んで北海道の渡島半島と向かい合っている。大間崎は北海道最南端の白神岬よりも北に位置する。
「まさかりの刃」に当たる部分には、釜臥山（879 m）を最高峰とする恐山山地が広がり、平地はほとんど見られない。また緑色凝灰岩を主とする恐山山地西部が侵食しされた結果、仏ヶ浦の奇岩群が形成された。これに対し、下北丘陵との接合部には田名部低地が広がっており、下北半島の中心都市のむつ市はここに形成された都市である。約20万年前は本州と恐山山地と下北丘陵は海峡で隔てられていたが、海流が恐山山地を洗い、大量の土砂を運搬したため、陸地をつなぐ平野が形成され、田名部低地になった。
「まさかりの柄」に当たる部分は、南北約50 kmに亘り、東西10 kmから15 km程度の幅を持つ。下北半島は太平洋と陸奥湾を隔てており、北部には大規模な猿ヶ森砂丘がある。また、南端の太平洋側、すなわち、下北半島の付け根には小川原湖湖沼群が見られる。
なお、下北半島は全域が青森県に属しており、ここに位置する市町村は、むつ市、下北郡（風間浦村、大間町、佐井村、東通村）、上北郡（横浜町、野辺地町、六ヶ所村）人口86,062人、面積1,876.76km²、人口密度45.9人/km²。（2025年5月1日、推計人口）である。これらの自治体から成る下北地方は、むつ市田名部を中心として3つの地方に区分される。
- 西通り（にしどおり）：むつ市川内町、むつ市脇野沢
- 北通り（きたどおり）：むつ市大畑町、風間浦村、大間町、佐井村
- 東通り（ひがしどおり）：東通村

### 気候
下北半島の気候は日本海式気候に属す。また、ケッペンの気候区分では大部分の地域がCfbに区分される。ただし、海に囲まれている上に、山もあるため、同一半島内であっても地域によって気候に違いが見られる。
- 西通り：陸奥湾に面している。夏は暑く、冬に雪が多い。
- 北通り：津軽海峡に面している。冬に津軽海峡から吹きつける風が強く、降雪量および積雪量が少ない。
- 東通り：津軽海峡と太平洋に面している。夏に北東から吹く季節風（やませ）の影響が強い。山間部では降雪量および積雪量が多いのに対して、沿岸部では少ない。
- 上北郡横浜町、野辺地町：陸奥湾に面している。冬に雪が多い。
- 上北郡六ヶ所村：太平洋に面している。東通村同様、山間部では降雪量および積雪量が多いのに対し、沿岸部では少ない。

## 生物相
下北半島は本州の最北端に位置し、幾つかの生物の北限地となっていることから、津軽海峡には分布境界線の一つであるブラキストン線が定義されている。ニホンザル（北限のニホンザル）がヒトを除く霊長類では地球上で最も北に生息している（下北郡の山林）他に、ツキノワグマやニホンカモシカの北限地であり、シュレーゲルアオガエルが繁殖の北限に当たる。なお下北半島のツキノワグマ個体群は環境省のレッドデータブックで「絶滅のおそれのある地域個体群」として評価されている。また、宇曽利湖のウグイが強酸性の湖水に生息する魚類として知られており、一般に魚類が生息できる酸性度の限界を越えた環境下で生息している。
下北半島には、国の天然記念物に指定されている「縫道石山・縫道石の特殊植物群落」があり、オオウラヒダイワタケやキザキナナカマド、コメバツガザクラなどが生育している。また下北半島の西部は、1984年11月1日に鳥獣保護区（希少鳥獣生息地）に指定された。下北鳥獣保護区の面積は49.46 km2で、このうち特別保護地区は10.68 km2である。

## 交通

### 道路
青森市などの津軽地方や、下北半島を含む南部地方の三沢・八戸方面とは、野辺地町または六ヶ所村経由で複数接続されている。この他、下北半島縦貫道路が建設中である。
- 国道279号（田名部街道）
- 国道338号（北浜街道）
- 青森県道5号野辺地六ケ所線
- 青森県道180号尾駮有戸停車場線
- 青森県道179号泊陸奥横浜停車場線
- 青森県道7号むつ東通線
- 青森県道6号むつ尻屋崎線　など

### 鉄道
JR東日本の大湊線が、野辺地駅で青い森鉄道線と接続している。かつて半島北部を走っていた下北交通大畑線は2001年に廃止された。下北半島は鉄道空白地が広い上に、大湊線は駅間が長いため、主に下北交通の路線バスが運行されている。

### 海運
下北半島の西端と津軽地方は、直線距離では海上経由の方が近い。このため、むつ市脇野沢・佐井村などと青森港を結ぶ旅客船（シィライン）が運航されている他に、脇野沢と津軽半島の蟹田港を結ぶ「むつ湾フェリー」（冬季運休）が平舘海峡を結んでいる。
また北端の大間町からは北海道の函館まで津軽海峡フェリーがとして運航されている（大間函館航路）。下北半島の北部には、北海道南部の大都市である函館へ買い物や通院する住民も少なくない。

### 生活圏間流動
国土交通省「全国幹線旅客純流動調査」によると、下北半島を出発地あるいは居住地とする者の純流動は、以下の通りであった。同調査では、青森県内の各生活圏間の流動データがないものの、下北半島と陸続きである三八上北地方や県庁所在地の青森市との流動が、下記の生活圏よりも多いと考えられる。
※207地域生活圏（2006年3月末現在）

※東北地方は白地、北海道は「■」、関東地方は「■」。
| 順 | 目的地   | 万人/年 |
| -- | -------- | ------- |
| 1  | 盛岡     | 3.1     |
| 2  | 仙台     | 3.0     |
| 3  | 函館     | 2.8     |
| 4  | 東京23区 | 2.5     |

| 順 | 旅行先   | 万人/年 |
| -- | -------- | ------- |
| 1  | 仙台     | 3.5     |
| 2  | 函館     | 3.3     |
| 2  | 東京23区 | 3.3     |
| 4  | 盛岡     | 2.5     |

## 観光

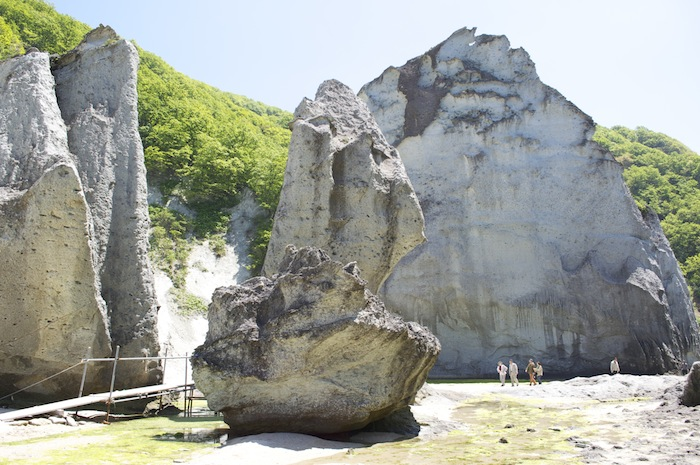
夏の仏ヶ浦海岸の様子

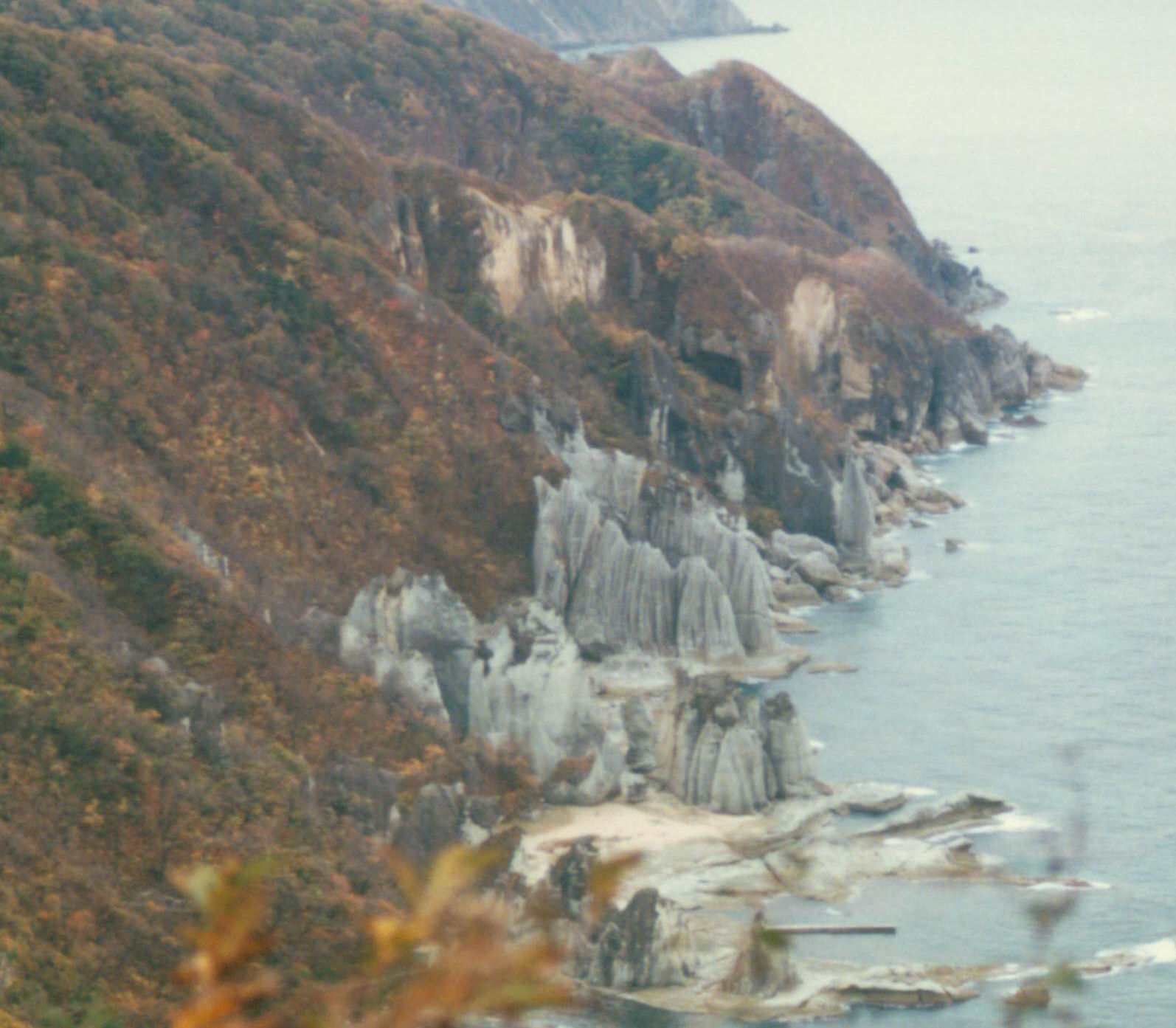
仏ヶ浦

下北半島は半島全体が下北半島国定公園に指定されている。景勝地では尻屋崎、大間崎がある。また、イタコで有名な霊場の恐山を擁し、温泉も見られる。
- 景勝地
  - 尻屋崎（東通村）
  - 仏ヶ浦（佐井村）
  - 恐山（むつ市）
  - 薬研渓流（むつ市大畑町）
  - 川内川渓流（むつ市川内町）
  - 鯛島（むつ市脇野沢村）
- 名所
  - 大間崎（大間町）
  - 願掛け岩（佐井村）
  - 縫道石山（ぬいどういしやま 佐井村）
  - 釜臥山展望台（むつ市）
- 温泉
  - 薬研温泉（むつ市）
  - 下風呂温泉（風間浦村）
  - 湯野川温泉（むつ市）

## エネルギー産業施設
下北半島にはエネルギー産業に関わる施設が幾つかある。
- 核燃料サイクル基地（六ヶ所村）
- むつ小川原国家石油備蓄基地（六ヶ所村）
- 東通原子力発電所（東通村）
- 風力発電所（東通村・六ヶ所村など）
- 使用済み核燃料中間貯蔵施設（建設中）（むつ市）
- 大間原子力発電所（建設中）